# 에흐누

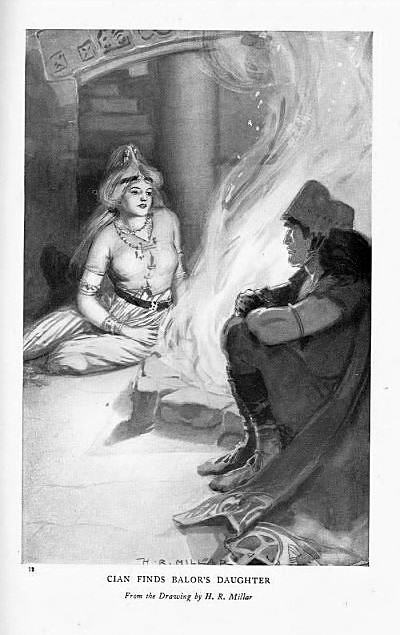
키안과 에흐너.

에흐누(고대 아일랜드어: Ethniu [ˈeθʲnʲu]) 또는 에흐너(아일랜드어: Eithne [ˈehnʲə])는 아일랜드 신화에서 포모르의 지도자 발로르의 딸이며 루 라바다의 어머니이다.